# فومیکا شیمیزو
فومیکا شیمیزو (انگلیسی: Fumika Shimizu؛ زادهٔ ۲ دسامبر ۱۹۹۴) بازیگر، مدل (شخص)، خواننده، صدا پیشه، و مجری اهل ژاپن است. وی از سال ۲۰۰۸ میلادی تاکنون مشغول فعالیت بوده‌است.